# Joan Verdú
Joan Verdú Fernández (Barcelona, 5 mei 1983) is een Spaans betaald voetballer die bij voorkeur op het middenveld speelt.

## Carrière
Verdú begon met voetballen bij PB Anguera, van waaruit FC Barcelona hem in 1998 opnam in de jeugdopleiding. Hij won in 2002 met de Juvenil A van de club ten koste van Real Mallorca de Copa del Rey Juvenil (2-1). Verdú maakte in het seizoen 2002/03 deel uit van FC Barcelona B. Toenmalig coach Frank Rijkaard haalde hem tijdens de voorbereiding op het seizoen 2004/05 bij de selectie van het eerste elftal. Verdú speelde hiervoor in oefenwedstrijden tegen CD Banyoles, UE Figueres, Palamós FC en CF Hércules. Tegen Palamós scoorde hij. Verdú maakte op 27 oktober 2004 zijn officiële debuut in het eerste van FC Barcelona, in een wedstrijd in het toernooi om de Copa del Rey tegen Gramenet. Hij viel die dag in voor Ludovic Giuly. Zijn eerste basisplaats volgde op 8 december 2004, in een wedstrijd tegen Sjachtar Donetsk in de groepsfase van de UEFA Champions League. Tot een debuut in de Primera División voor Barcelona kwam het niet.
Verdú verruilde FC Barcelona in juni 2006 voor Deportivo de La Coruña. Hij was de derde speler binnen een maand die van Barça B naar Deportivo verhuisde, na Cristian Hidalgo en Sergio Rodríguez García. Met deze club debuteerde hij alsnog in de Primera División.
1 Vegas ·
2 Son ·
3 Toño ·
4 Pier ·
5 Radoja ·
6 Duarte ·
7 León ·
9 Roger ·
10 Bardhi ·
11 Morales  ·
12 Malsa ·
13 Fernández ·
14 Vezo ·
15 Postigo ·
16 Rochina ·
17 Vukčević ·
18 De Frutos ·
19 Clerc ·
20 Miramón ·
21 Gómez ·
22 Melero ·
23 Coke ·
24 Campaña ·
25 Doukouré ·
34 Cárdenas ·
Coach: López